# Leptadrillia firmichorda
Leptadrillia firmichorda é uma espécie de gastrópode do gênero Leptadrillia, pertencente a família Drilliidae.